# Mädchen in Uniform (1958)
Mädchen in Uniform (bra: Senhoritas de Uniforme) é um filme dramático franco-alemão ocidental de 1958 dirigido por Géza von Radványi e baseado na peça (creditado aqui como "Ritter Nérestan") de Christa Winsloe. Foi inscrito no 8º Festival Internacional de Cinema de Berlim. É uma refilmagem do filme de 1931. Foi filmado nos Spandau Studios em Berlim. Os cenários do filme foram desenhados pelos diretores de arte Emil Hasler e Walter Kutz.

## Enredo
Manuela von Meinhardis, aos cuidados de uma tia insensível após a morte da mãe, em 1910 é enviada para um internato em Potsdam, administrado sob a rígida disciplina prussiana pela diretora autoritária. A única professora que demonstra a sua simpatia é a senhorita von Bernburg, que discorda do regime militarista da escola e incentiva a auto-expressão das meninas através das artes. Todo o carinho de Manuela é derramado sobre a atraente senhorita von Bernburg, que diz pertencer a todas as meninas e não pode ter favoritas.
Para a peça anual, apresentada diante dos pais e da princesa patrona da escola, Romeu e Julieta é escolhido e a antes tímida Manuela surge como um Romeu contundente. Infelizmente, a cozinheira coloca rum no ponche servido às meninas na festa após a peça, onde Manuela, bêbada, proclama publicamente seu amor pela senhorita von Bernburg. Dizendo à senhorita von Bernburg que ela deve renunciar, a diretora confina Manuela ao sanatório. Quando Manuela fica sabendo que a senhorita von Bernburg está indo embora, na frente de toda a escola ela ameaça se jogar escada abaixo. Depois que a senhorita von Bernburg implora para que ela não pule, ela é agarrada por outras meninas e, em estado de colapso, colocada de volta no sanatório. Lá a diretora a visita e, numa demonstração de humanidade sem precedentes, segura sua mão e ao mesmo tempo pede que a senhorita von Bernburg fique.

## Elenco
- Lilli Palmer como Fräulein Elisabeth von Bernburg
- Romy Schneider como Manuela von Meinhardis
- Therese Giehse como diretora
- Margaret Jahnen como Srta. Evans
- Blandine Ebinger como Fräulein von Racket
- Adelheid Seeck como princesa
- Gina Albert como Marga
- Sabine Sinjen como Ilse von Westhagen
- Christine Kaufmann como Mia
- Danik Patisson como Alexandra von Treskow
- Ginette Pigeon como Edelgard von Kleist
- Marthe Mercadier como Madame Aubert